# Dag van de IJslandse taal
De dag van de IJslandse taal (IJslands: dagur íslenskrar tungu) wordt ieder jaar op 16 november in IJsland gevierd. De dag valt samen met de geboortedatum van Jónas Hallgrímsson, die beschouwd wordt als de grootste en invloedrijkste dichter uit de IJslandse geschiedenis. 
Het IJslandse Ministerie van Onderwijs reikt de Jónas Hallgrímssonprijs uit aan iemand die "op unieke wijze heeft bijgedragen aan de IJslandse taal".